# Vallon de Saux
Le vallon de Saux est une haute vallée glaciaire de la chaîne de montagnes des Pyrénées, au-dessus de la ville de Saint-Lary-Soulan dans la vallée d'Aure, dans le département français des Hautes-Pyrénées en Occitanie.

## Géographie

### Situation
Orientée sud-nord, la vallée s'étend sur environ 7 km de longueur avec une largeur moyenne de 2,5 km.
Le vallon de Saux est une vallée coincée entre le vallée de la Géla à l'ouest, la vallée du Moudang à l'est en vallée d'Aure, le vallon de Badet au nord et la vallée de Bielsa dans l'Aragon au sud.
Elle est comprise entièrement dans la commune d'Aragnouet.
La vallée est entre le massif de Suelza et le massif de la Munia et son extrémité sud marque la frontière franco-espagnole.

### Topographie
Le vallon de Saux est surplombé au sud par des sommets avoisinant les 2 500 mètres :
- à l'est :  le pic d'Augas (2 213 m), le pic de Cuneille (2 628 m), le pic de Garlitz (2 798 m), le pic de Pêne Abeillère (2 611 m), le pic de Bocou (2 714 m), le pic de Lustou (3 023 m) et le port de Bataillence (2 465 m) permettant le passage vers la vallée du Moudang ;
- au sud : le pic de Bataillence (2 604 m), le pic de Marioules (2 586 m), la crête de Port Vieux et la crête de Bataillence, le port de Bielsa (2 425 m) permet le passage vers l'Espagne ;
- à l'ouest : le pic de l'Aiguillette (2 517 m), la Pène Blanque (2 905 m), la Pène de Saux (2 355 m), le pic de Bourgade (2 418 m), le pic Poc (1 937 m) et la hourquette des Aiguillettes (2 237 m) permettant le passage vers la vallée de la Géla.

### Hydrographie
La Neste de Saux, qui est un affluent droit de la Neste d'Aure et qui la rejoint au niveau de la chapelle des Templiers dans le hameau du Plan coule au centre de la vallée ainsi que ses différents affluents ; les ruisseaux : de Hourquet, de Pène Abeillère, de Catchet et un affluent de la Neste d'Aure le ravin de Saussats.
On y trouve le lac de Catchet.

### Faune et flore
Le vallon de Saux abrite quelques isards et des marmottes, et laisse apercevoir le vol du gypaète barbu, de l'aigle royal ou encore du vautour fauve et du percnoptère. Dans les eaux du lac de Catchet on trouve même des truites fario, Salmo trutta.

## Protection environnementale
Le vallon de Saux fait partie d'une zone naturelle protégée, classée ZNIEFF de type 1 : Haute vallée d'Aure en rive droite, de Barroude au col d'Azet.

## Voies de communication et transports
On accède au vallon de Saux par la route départementale D 929 depuis la vallée d'Aure puis par la route départementale D 173.
Depuis l'Espagne elle est accessible par le tunnel Aragnouet-Bielsa en provenance de Bielsa par la route A138.